# Ortalis guttata
Ortalis guttata là một loài chim trong họ Cracidae.